# Д’Эстре, Жан (адмирал)
Граф Жан д’Эстре (фр. Jean II, comte d'Estrées; 3 ноября 1624, Золотурн, Швейцария — 19 мая 1707, Париж) — французский флотоводец, адмирал.

## Биография
Сын маршала и пэра Франции, епископа Нуайона Франсуа-Аннибала д’Эстре (1573—1670). Племянник фаворитки короля Генриха IV — Габриэль д’Эстре. Отец дипломата Жана Эстраде и маршала Франции Виктора Мари Д’Эстре.
В юности поступил на военную службу. Благодаря связям отца сделал хорошую карьеру. Уже в 1647 году получил звание полковника Наваррского полка. С 1648 года служил под руководством принца Людовика Бурбона Конде. В 1649 году становится полевым маршалом (генерал-майором).
При фронде поддержал королевскую семью. В 1652—1653 годах в составе армии во главе с Анри де Тюренном воевал против испанцев во Фландрии и Лотарингии. в 1656 году под Валансьеном попал в плен, впрочем вскоре был обменян. В 1657 году получает звание генерал-лейтенанта.
Поссорившись в 1668 году с влиятельным министром Франсуа де Лувуа, который не предоставил Д’Эстре возможности более самостоятельно действовать во время Деволюционной войны, последний переходит в военно-морское министерство во главе с Жан-Батистом Кольбером, участвует в развитии французского морского флота. В том же году получает звание генерал-лейтенант флота, а в 1669 году — вице-адмирала.
В 1672 году командовал соединённым англо-французским флотом во время войны с Голландской республикой. Входил в состав объединенного франко-английского флота, однако не смог достичь взаимопонимания с Джеймсом Йоркским (будущим королём Англии Яковом II), в результате чего этот флот потерпел поражение от голландцев в битвах при Солебее в 1672 году, при Схооневелте и при Текселе в 1673 году.
В 1676—1677 годах совершил экспедиции в Вест-Индию, где захватил у голландцев Кайенну и остров Тобаго, нанеся поражение вражеской эскадре. Впрочем попытка в 1678 году захватить остров Кюрасао потерпела полную неудачу и привела к значительным потерям. По возвращении во Францию остался на службе. В 1681 году становится маршалом Франции.
В 1685 и 1688 годах совершил экспедиции против Триполи и Алжира соответственно, с целью обуздания местных пиратов и освобождения пленных. Во время бомбардировки этих городов д’Эстре сбросил до 14000 бомб на каждый. В 1686 году назначается вице-королём французских колоний в Америке. В 1687 году получает титулы герцога и пэра Франции.
Храбро действовал против английского флота во время войны Аугсбургской лиги, нанеся в 1691 году ему поражение. В 1701 году назначается губернатором и генерал-лейтенантом Нанта.
Во время Войны за испанское наследство занимался охраной юго-западной Испании в районе Кадиса.
Умер 19 мая 1707 года в Париже.

## Семья
Жена — Мария Маргарита Морин
Дети:
- Виктор Мари (1660—1737), маршал Франции
- Жан (род. 1718), архиепископ Камбре, член Французской академии
- Сезар Жан (род. 1671)
- Анна-Мария (род. 1723), монахиня Богоматери Успения в Париже
- Мари-Анна-Катрин (1663—1741)